# Викторовка (Братский район)
Ви́кторовка (укр. Вікторівка) — село в Братском районе Николаевской области Украины.
Население по переписи 2001 года составляло 78 человек. Почтовый индекс — 55470. Телефонный код — 5131. Занимает площадь 0,312 км².

## Местный совет
55470, Николаевская обл., Братский р-н, с. Шевченко, ул. Шевченка, 31